# Buddy Tegenbosch
Buddy Tegenbosch (Eindhoven, 18 september 1975) is een Nederlands schrijver en piloot.

## Levensloop
Tegenbosch werd in 1975 geboren in Eindhoven. Hij ging na zijn eindexamen in 1993 naar de sportacademie, die hij in vier jaar afrondde. Hij ging echter niet in de sport verder, maar besloot om piloot te worden. Na zijn opleiding aan de Nationale Luchtvaartschool ging hij in 2000 aan de slag als piloot bij Lufthansa in Duitsland.
In 2012 kwam zijn eerste boek uit, genaamd Pokerface. Datzelfde boek was kerntitel van de Jonge Jury en werd ook verkozen tot Jonge Lijster. Met zijn boeken won hij tweemaal de Prijs van de Jonge Jury.

## Prijzen
- 2020: Prijs van de Jonge Jury voor Match
- 2024: Prijs van de Jonge Jury voor Jimi Fender Johnson

- Gemeinsame Normdatei: 1038042399
- International Standard Name Identifier: 0000 0003 9261 0131
- Nederlandse Thesaurus van Auteursnamen: 343546183
- Virtual International Authority File: 286697074
- WorldCat: E39PBJdMbDrfY9bwBpYwBY9VYP